# Горстков Євген Миколайович
Горстков Євген Миколайович (нар. 26 травня 1950 — 12 вересня 2020) — російський радянський спортсмен і спортивний суддя, боксер. Заслужений майстер спорту СРСР. Кандидат педагогічних наук. Один з трьох радянських боксерів (П. Заєв, Є. Горстков, І. Висоцький), які у 1978 році в Москві брали участь у показових боях з Мухаммедом Алі.

## Біографія
Народився 26 травня 1950 року в місті Орську Оренбурзької області.
Закінчив фізико-математичний факультет Орського педагогічного інституту, кандидат педагогічних наук.
Заняття боксом розпочав у 1967 році в спортивному товаристві «Трудові резерви» в Орську. З 1974 року виступав за «СТ Зеніт» (Москва), займався у тренера Ю. Бражникова.
У 1969 році на молодіжному чемпіонаті СРСР у Ризі став чемпіоном у напівважкій вазі. У наступному році став фіналістом цих змагань.
У 1972 році перейшов до важкої вагової категорії.
У 1973–1975 роках тричі поспіль ставав чемпіоном СРСР у ваговій категорії понад 81 кг, перемігши у фіналі двічі Петра Заєва та один раз Ігора Висоцького.
Учасник першого чемпіонату світу з боксу 1974 року в Гавані (Куба), де поступився югославові Райко Мілічу.
У грудні 1974 року на VII абсолютній першості СРСР з боксу, що відбулась у Москві, став першим після 29-річної перерви абсолютним чемпіоном СРСР, перемігши у фінальному двобої І. Висоцького.
У 1979 році на абсолютній першості СРСР у Єревані в другому турі змагань був нокаутований Атомом Погосяном.
За період з 1974 по 1980 роки провів 228 боїв на любительському ринзі.
Після закінчення виступів у 1980 році перейшов на тренерську роботу. Рік працював дитячим тренером у Палаці спорту «Крила Рад», потім протягом 9 років очолював кафедру фізичного виховання Хімкинського технікуму космічного машинобудування. Згодом став тренером школи боксу Зеленограда.
Починаючи з 1985 року в Орську щорічно проводиться турнір серед юних боксерів на призи Євгена Горсткова.

## Спортивні досягнення
- Заслужений майстер спорту СРСР (1977);
- Чемпіон Європи (1977, 1979);
- Чемпіон СРСР (1973, 1974, 1975, 1977, 1979);
- Абсолютний чемпіон СРСР (1974, 1976, 1977, 1979);
- Володар «Кришталевої рукавички» (1974, 1976, 1977, 1979).